# Munitibar-Arbatzegi-Gerrikaitz
Munitibar-Arbatzegi-Gerrikaitz és un municipi de la província de Biscaia, País Basc, pertanyent a la comarca de Lea-Artibai. El municipi es va formar en 1883 per la fusió de l'anteiglesia d'Arbatzegi i de la vila de Gerrikaitz. Ambdues localitats estaven molt properes, ja que solament els separava un pont sobre el riu Lea. Al conjunt urbà format per Arbatzegi i Gerrikaitz se'l coneix també com a Munitibar. Si bé aquest nom no apareixia en la denominació tradicional del municipi en castellà, quan es va traduir el nom oficial del municipi a l'eusquera en va ser inclòs com a part.